# 14 януари
14 януари е 14-ият ден в годината според григорианския календар. Остават 351 дни до края на годината (352 през високосна година).

## Събития
- 1477 г. – Московският велик княз Иван III завладява Новгород.
- 1539 г. – Испания анексира остров Куба.
- 1690 г. – В Германия е създаден духовият инструмент кларинет.
- 1701 г. – В Русия е създадено първото морско училище.
- 1724 г. – Филипе V абдикира от престола на Испания в полза на сина си Луис I, но седем месеца по-късно се връща на трона, поради смъртта на младия крал от вариола.
- 1762 г. – Със смъртта на императрица Елисавета става възможно прекратяването на седемгодишната Руско-пруска война.
- 1897 г. – За първи път е изкачен най-високият връх в Южна Америка Аконкагуа.
- 1901 г. – В София е пуснат първият електрически трамвай
- 1943 г. – Втората световна война: В Казабланка се провежда среща между Уинстън Чърчил и Франклин Рузвелт за обсъждане на съвместните действия през следващата фаза на войната.
- 1954 г. – Основана е корпорацията Америкън Моторс.
- 1967 г. – Речта на уволнения от Харвард професор Тимоти Лири, изнесена по време на The World's First Human Be-in в Сан Франциско, дава начало на световното движение хипи.

- 1972 г. – Маргрете II става кралица на Дания.
- 1985 г. – Тенисистката Мартина Навратилова печели своя стотен турнир.
- 1993 г. – В Балтийско море потъва полският ферибот Ян Хавелиуш, загиват 55 души екипаж и пътници.
- 1994 г. – България се включва в инициативата на НАТО „Партньорство за мир“.
- 2004 г. – Грузия възстановява националния си флаг, използван преди 500 години.
- 2005 г. – Спускаемият модул на апарата от съвместната програма на НАСА и ЕКА „Касини-Хюйгенс“ достига до повърхността на Титан.

## Родени
- 83 г. пр.н.е. – Марк Антоний, римски политик († 30 пр.н.е.)
- 38 г. пр.н.е. – Нерон Клавдий Друз, римски генерал, брат на Тиберий и баща на Клавдий († 9 пр.н.е.)
- 1684 г. – Жан Батист ван Ло, френски художник († 1745 г.)
- 1777 г. – Уилям Лийк, британски топограф († 1860 г.)
- 1792 г. – Кристиан Юлиус Де Меза, датски генерал († 1865 г.)
- 1839 г. – Йосиф Ковачев, български учен († 1898 г.)
- 1850 г. – Пиер Лоти, френски писател († 1923 г.)
- 1861 г. – Мехмед VI, султан на Османската империя († 1926 г.)
- 1875 г. – Алберт Швайцер, елзаски лекар, Нобелов лауреат през 1952 († 1965 г.)
- 1883 г. – Нина Ричи, френска дизайнерка († 1970 г.)
- 1888 г. – Иван Момчилов, български политик († 1966 г.)
- 1897 г. – Иван Димов, български актьор († 1965 г.)
- 1904 г. – Емили Хан, американска писателка († 1997 г.)
- 1910 г. – Васил Чертовенски, български писател († 1979 г.)
- 1911 г. – Анатолий Рибаков, руски писател († 1998 г.)
- 1915 г. – Герхард Венгел, германски летец († 1944 г.)
- 1915 г. – Мари-Луиз фон Франц, швейцарска психоложка († 1998 г.)
- 1925 г. – Юкио Мишима, японски писател († 1970 г.)
- 1925 г. – Мария Чичикова, българска археоложка († 2021 г.)
- 1926 г. – Васко Абаджиев, български цигулар-виртуоз и композитор († 1974 г.)
- 1931 г. – Катерина Валенте, италианска певица († 2024 г.)
- 1932 г. – Йован Котески, поет от Република Македония († 2001 г.)
- 1939 г. – Александрос Лагопулос, гръцки семиотик
- 1941 г. – Милан Кучан, първи президент на Словения
- 1941 г. – Фей Дънауей, американска актриса
- 1942 г. – Васил Попов, български математик, член-кореспондент на БАН († 1990 г.)
- 1947 г. – Петер Ногли, германски футболист
- 1947 г. – Ричард Леймън, американски писател († 2001 г.)
- 1947 г. – Кристина Пронко, полска певица
- 1948 г. – Карл Уедърс, американски актьор († 2024 г.)
- 1952 г. – Кълин Попеску-Търичану, министър-председател на Румъния
- 1957 г. – Веселин Калановски, български артист
- 1959 г. – Георги Димитров – Джеки, български футболист († 2021 г.)
- 1960 г. – Веселин Койчев, български музикант
- 1961 г. – Висарион, духовен учител от Русия
- 1962 г. – Андреас Щайнхьофел, немски писател
- 1965 г. – Шамил Басаев, чеченски бунтовник († 2006 г.)
- 1966 г. – Марко Хиетала, финландски китарист (Nightwish)
- 1967 г. – Зак Уайлд, американски китарист
- 1967 г. – Емили Уотсън, английска актриса
- 1969 г. – Дейв Грол, американски музикант
- 1969 г. – Джейсън Бейтман, американски актьор
- 1973 г. – Джанкарло Фисикела, италиански пилот от Формула 1
- 1974 г. – Кевин Дюранд, канадски актьор
- 1976 г. – Вили Прагер, български артист
- 1982 г. – Виктор Валдес, испански вратар

## Починали
- 1092 г. – Вратислав II, Крал на Бохемия (* 1032 г.)
- 1235 г./36 – Свети Сава Сръбски, сръбски духовник (* 1169 г.)
- 1331 г. – Одорико, италиански францискански монах, изследовател и мисионер (* 1286 г.)
- 1676 г. – Франческо Кавали, италиански композитор (* 1602 г.)
- 1742 г. – Едмънд Халей, английски учен (* 1656 г.)
- 1753 г. – Джордж Бъркли, ирландски философ – теолог (* 1685 г.)
- 1882 г. – Теодор Шван, немски биолог (* 1810 г.)
- 1886 г. – Лев Каменев – руски художник, пейзажист (* 1834 г.)
- 1890 г. – Фьодор Радецки, руски генерал (* 1820 г.)
- 1898 г. – Луис Карол, британски писател и математик (* 1832 г.)
- 1905 г. – Ернст Карл Абе, германски физик (* 1840 г.)
- 1912 г. – Ото Либман, германски философ (* 1840 г.)
- 1928 г. – Мара Бунева, българска революционерка (* 1902 г.)
- 1937 г. – Стефан Бочаров, български военен лекар (* 1852 г.)
- 1939 г. – Валдемар Датски, датски принц (* 1858 г.)
- 1943 г. – Ерик Найт, британски писател (* 1897 г.)
- 1946 г. – Илия Матакиев, български лекар (* 1872 г.)
- 1949 г. – Хари Стек Съливан, американски психиатър (* 1892 г.)
- 1957 г. – Хъмфри Боугарт, американски актьор (* 1899 г.)
- 1966 г. – Сергей Корольов, съветски ракетен инженер (* 1907 г.)
- 1972 г. – Фредерик IX, крал на Дания (* 1899 г.)
- 1975 г. – Георги Трайков, български политик (* 1898 г.)
- 1977 г. – Анаис Нин, американска писателка от френски произход (* 1903 г.)
- 1977 г. – Антъни Идън, английски политик (* 1897 г.)
- 1977 г. – Питър Финч, английски актьор († 1916 г.)
- 1978 г. – Курт Гьодел, австрийски математик (* 1906 г.)
- 1988 г. – Георгий Маленков, съветски политик (* 1902 г.)
- 1988 г. – Камен Калчев, български писател (* 1914 г.)
- 2002 г. – Дечо Таралежков, български композитор (* 1929)
- 2009 г. – Димитър Манчев, български актьор (* 1934 г.)
- 2014 г. – Хуан Хелман, аржентински поет (* 1930 г.)
- 2016 г. – Алън Рикман, английски актьор (* 1946 г.)
- 2023 г. – Георги Харалампиев, български футболист и треньор (* 1942 г.)[1]

## Празници
- Православна църква – Св. Нина (светица)
- Банго Васил – Циганската Нова година (празнува се по Юлиански календар)
- България – Празник на войските на министерството на транспорта – (обявен с Решение на Министерския съвет от 6 януари 1994 г.)
- Тайланд – Национален ден за опазване на горите